# Cernay (Haut-Rhin)
Cernay [sɛʁnɛ] (deutsch Sennheim, elsässisch Sanna) ist eine französische Stadt mit 11.737 Einwohnern (Stand 1. Januar 2022) im Département Haut-Rhin in der Europäischen Gebietskörperschaft Elsass und in der Region Grand Est. Sie gehört zum Arrondissement Thann-Guebwiller und ist Hauptort (französisch: chef-lieu) des Kantons Cernay.

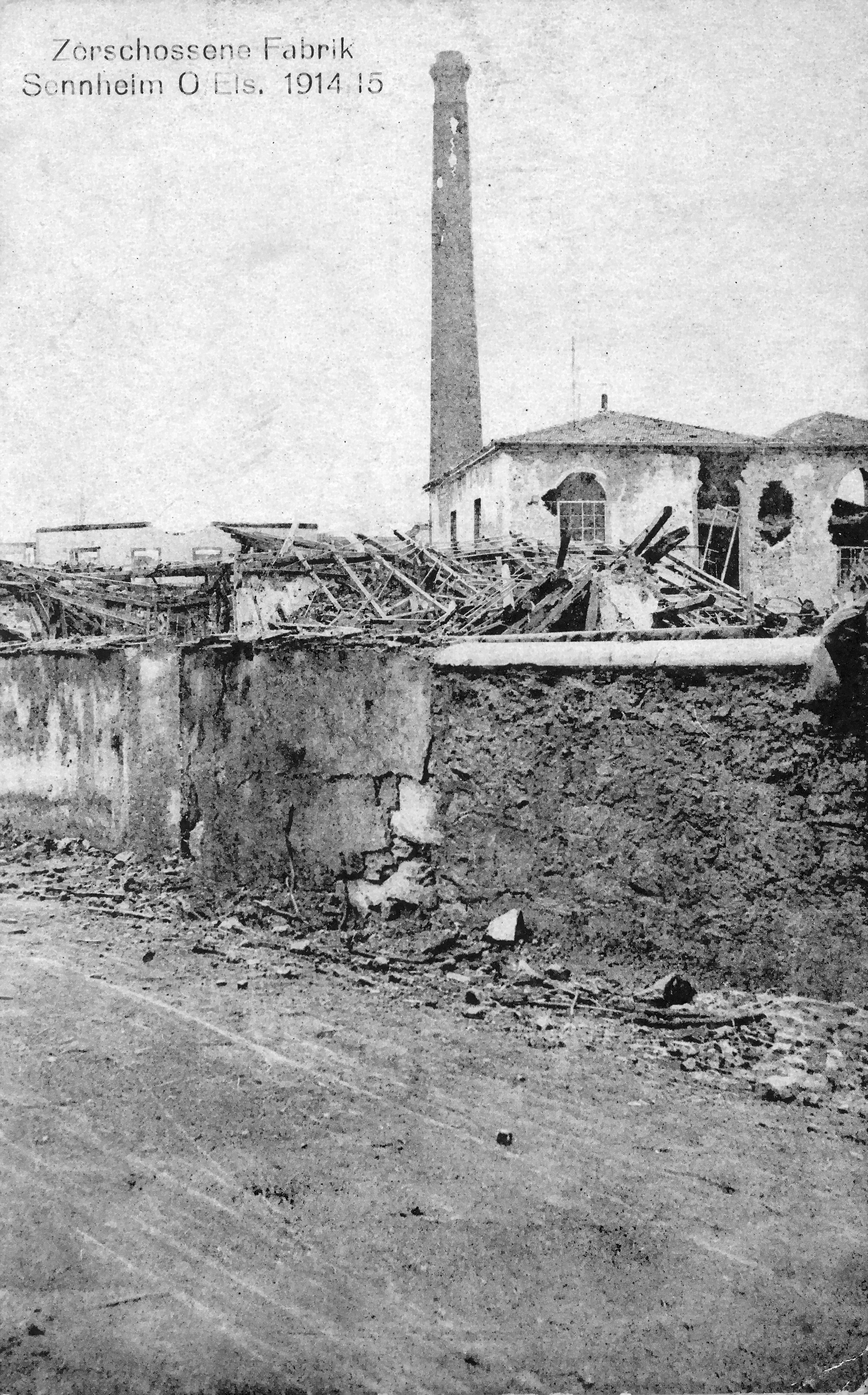
Feldpostkarte 1914 Zerschossene Fabrik

## Lage
Cernay liegt am Flüsschen Thur, an der Ostflanke der Vogesen. Bei Cernay kreuzen sich die Nationalstraßen 66 (Remiremont–Basel) und 83 (Lyon–Straßburg). Nach Thann (Unterpräfektur) in der Nachbarschaft sind es sechs Kilometer, nach Mülhausen 18 und nach Belfort 35 Kilometer.

## Ortsname
Cernay wurde erstmals im Jahre 1144 als Sennenheim erwähnt. Es folgen die Nennungen Sennenhem (1156), Senneheim (1179), Sennene (1184), Senene (1191), Senheim (1259), Senhin (1275), Seyreney/Seyrenay (1307/1327), Senhein (1312), Sennen (1576). Der französische Name Cernay wurde im späten 17. Jahrhundert geprägt unter Bezug auf die 1327 belegte Form Seyrenay, damals war auch noch die Schreibung Sernay üblich. Diese neuzeitliche Namensgebung war beeinflusst von mehreren weiteren Orten in Frankreich dieses Namens, die über lateinisch Sarnacum etymologisch auf keltisch *(i)sarnāko- „Ort, an dem es Eisen gibt“ zurückgehen. Dies ist aber nicht die Etymologie von Cernay/Sennheim im Elsass mit der ältesten Namensform Sennenheim.

## Geschichte
Erstmals im Jahre 1144 erwähnt, war Sennheim im Jahre 1147 noch eine bloße Hofstelle. Im 13. Jahrhundert entwickelte sich Sennheim zur Stadt mit Mauer (1268), Siegel (1292) und einem Rat der Stadt, der unter der Aufsicht der Grafen von Pfirt die Geschicke der Stadt lenkte. 1324 heiratete Johanna von Pfirt den Herzog von Österreich Albrecht II. Dadurch kam die Stadt an Österreich. Die Juden des Ortes wurden 1309 (Oberelsässische Judenverfolgung), 1338 (Armledererhebung) und während des Pestpogroms verfolgt. Im Jahr 1349 wütete die Pest. Im Jahre 1642 gab König Ludwig XIII. die Stadt dem in französischen Diensten stehenden Feldmarschall Schönbeck und seinen Erben als Lehen. Im 17. Jahrhundert existierte in Sennheim ein Zweig der Herren von Pfirt. Ihren französischen Namen erhielt die Stadt Ende des 17. Jahrhunderts nach der Eroberung durch Ludwig XIV.
Das 19. Jahrhundert war durch die Industrialisierung vor allem im Textilbereich geprägt. 1860 entstand eine der ersten Arbeitersiedlungen eines Textilunternehmens. Wie das gesamte Elsass (außer Belfort) kam Cernay 1871 nach dem Deutsch-Französischen Krieg zum Deutschen Reich, wo es bis 1918 blieb. Während des Ersten Weltkriegs lag Sennheim an der Frontlinie und wurde zu etwa 80 Prozent zerstört.
Nach zwei Jahrzehnten Erholung marschierten erneut deutsche Truppen am 17. Juni 1940 in die Stadt ein.  Hier befand sich von 1940 bis 1945 in einem ehemaligen Heim für psychisch Kranke das SS-Ausbildungslager Sennheim der Waffen-SS, in welchem hauptsächlich Unteroffiziere aus frankophonen Ländern wie zum Beispiel für die Division Charlemagne ausgebildet wurden. Nach Angaben von Yad Vashem kamen im Holocaust fünfzehn ehemalige jüdische Einwohner der Gemeinde ums Leben. Bei den Kämpfen um den Brückenkopf Elsass (Poche de Colmar) wurde die Stadt wieder in Mitleidenschaft gezogen.
Bevölkerungsentwicklung
| Jahr                       | 1962 | 1968 | 1975 | 1982   | 1990   | 1999   | 2011   | 2020   |
| -------------------------- | ---- | ---- | ---- | ------ | ------ | ------ | ------ | ------ |
| Einwohner                  | 8372 | 8563 | 9342 | 10.208 | 10.313 | 10.446 | 11.451 | 11.559 |
| Quellen: Cassini und INSEE |      |      |      |        |        |        |        |        |

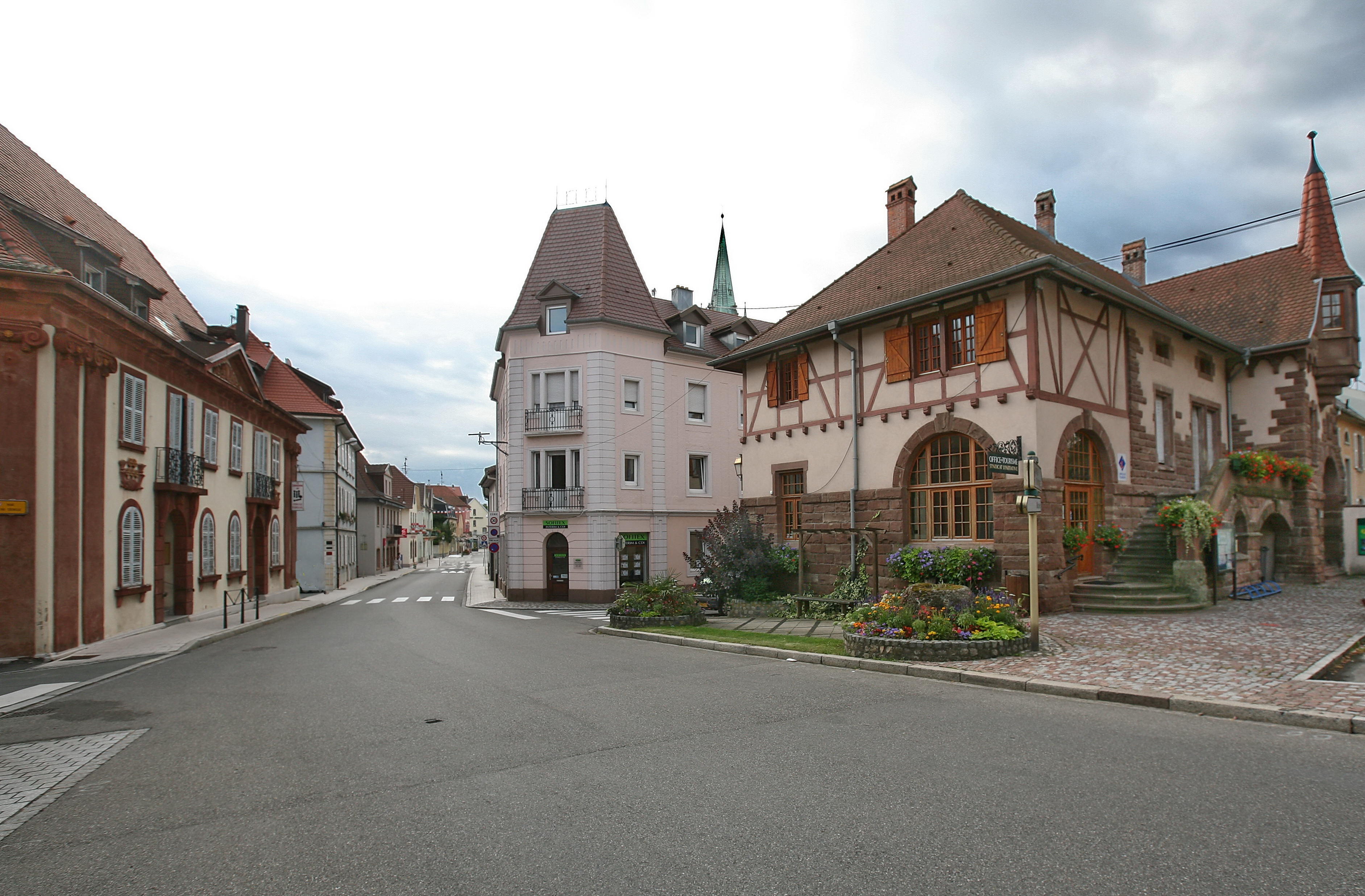
Rue de Thann in der Innenstadt
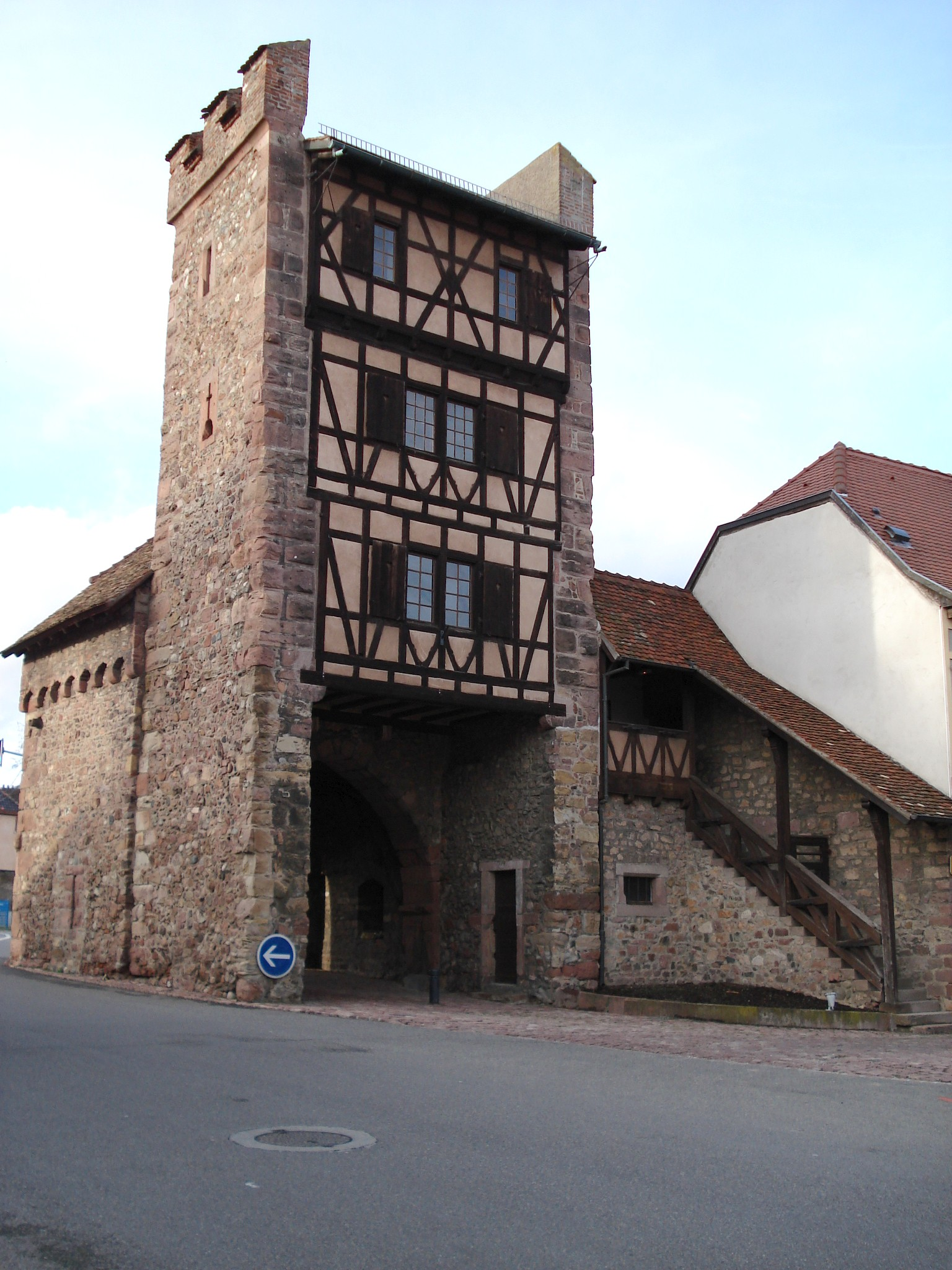
Thanner Tor
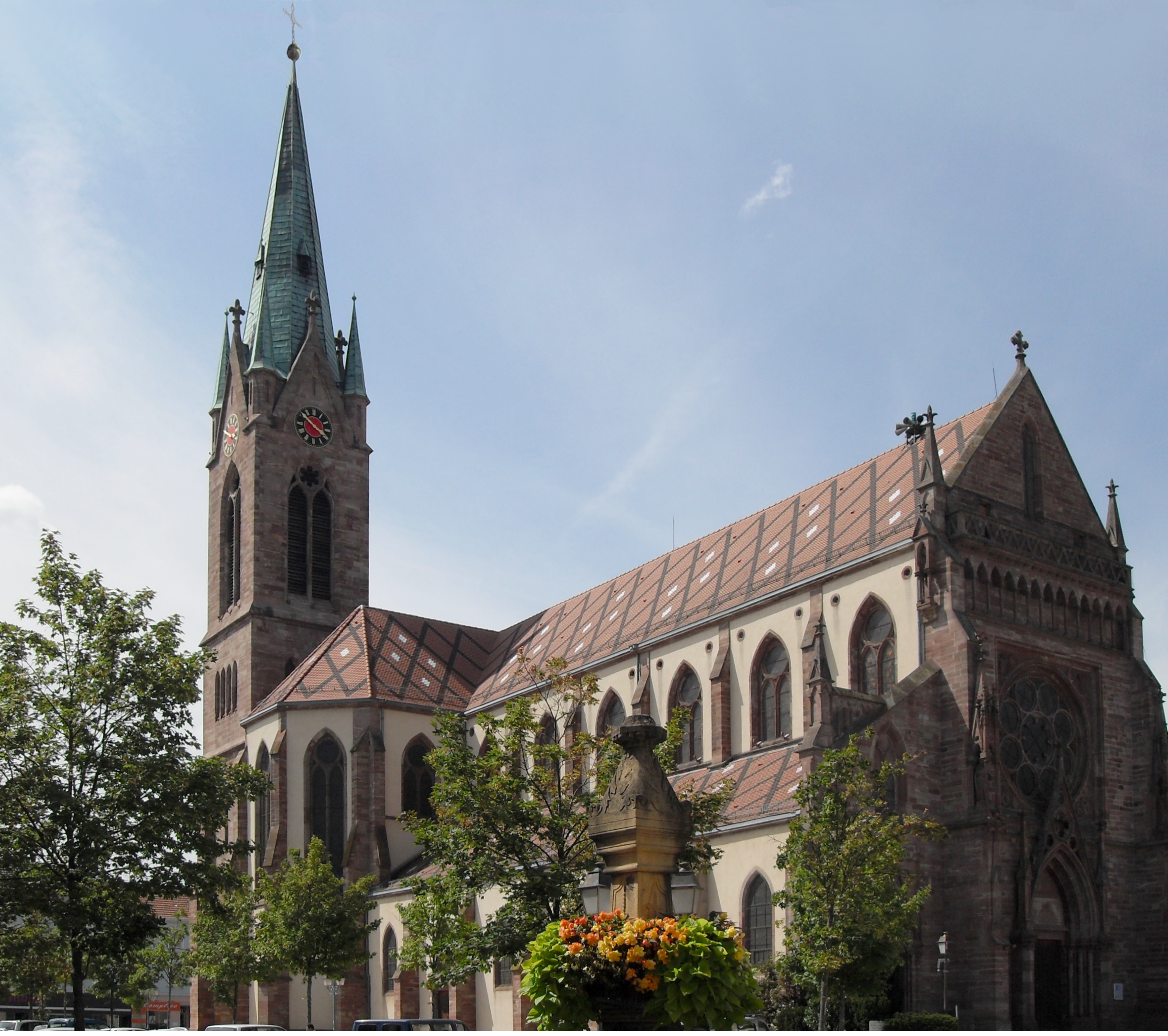
Katholische Kirche St. Stefan
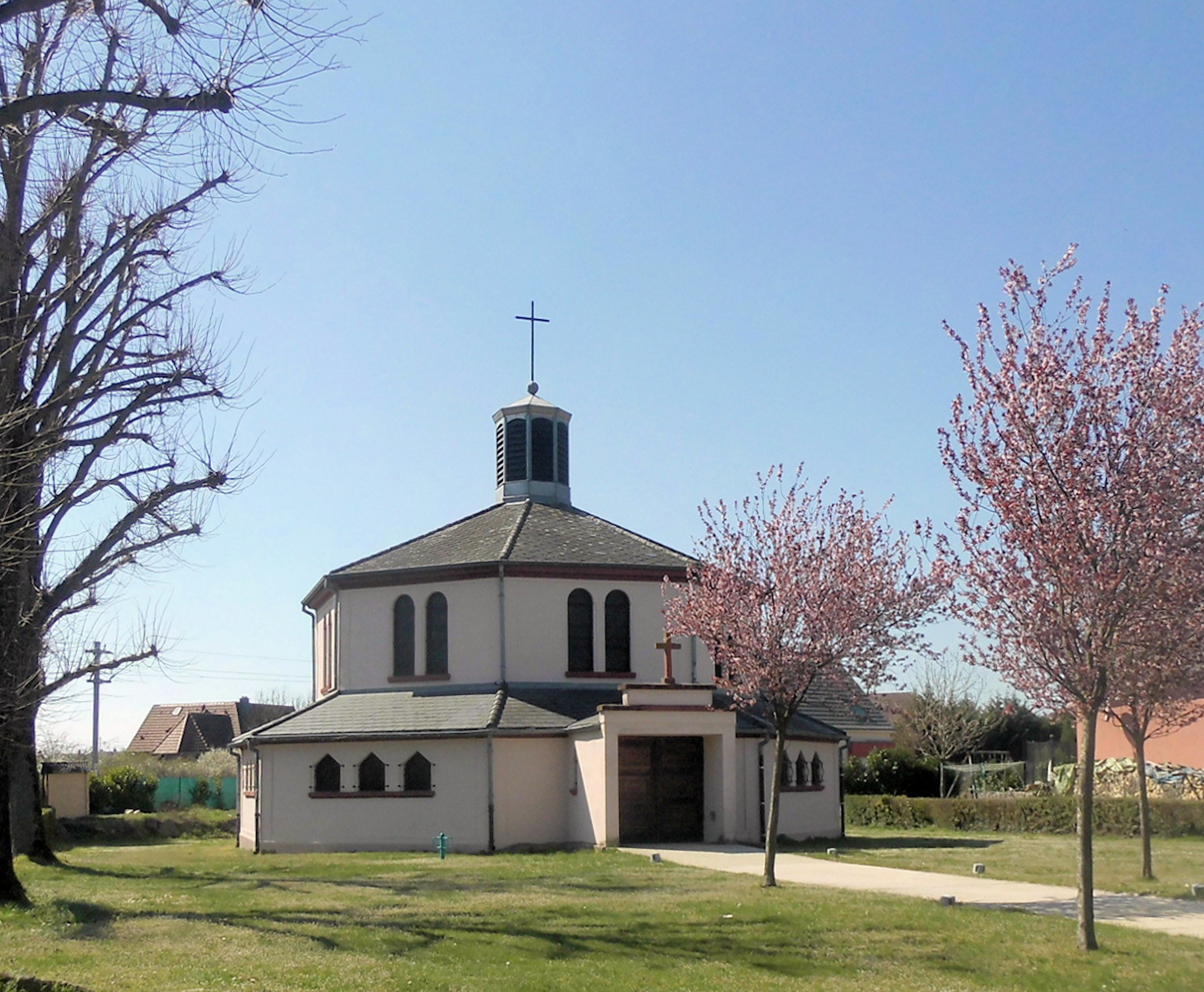
Kapelle Muttergottes der Ewigen Hilfe
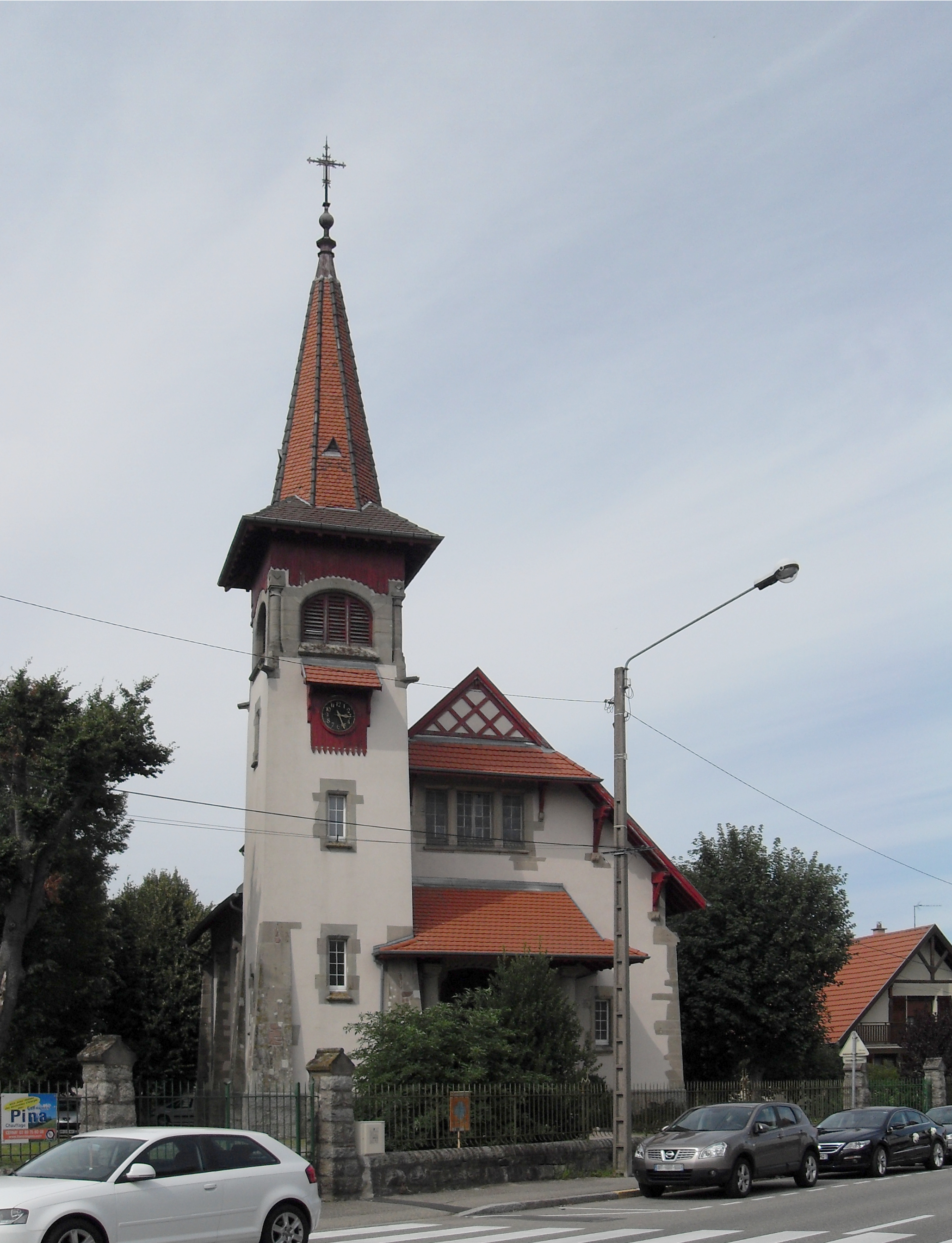
Reformierte Kirche (EPRAL)
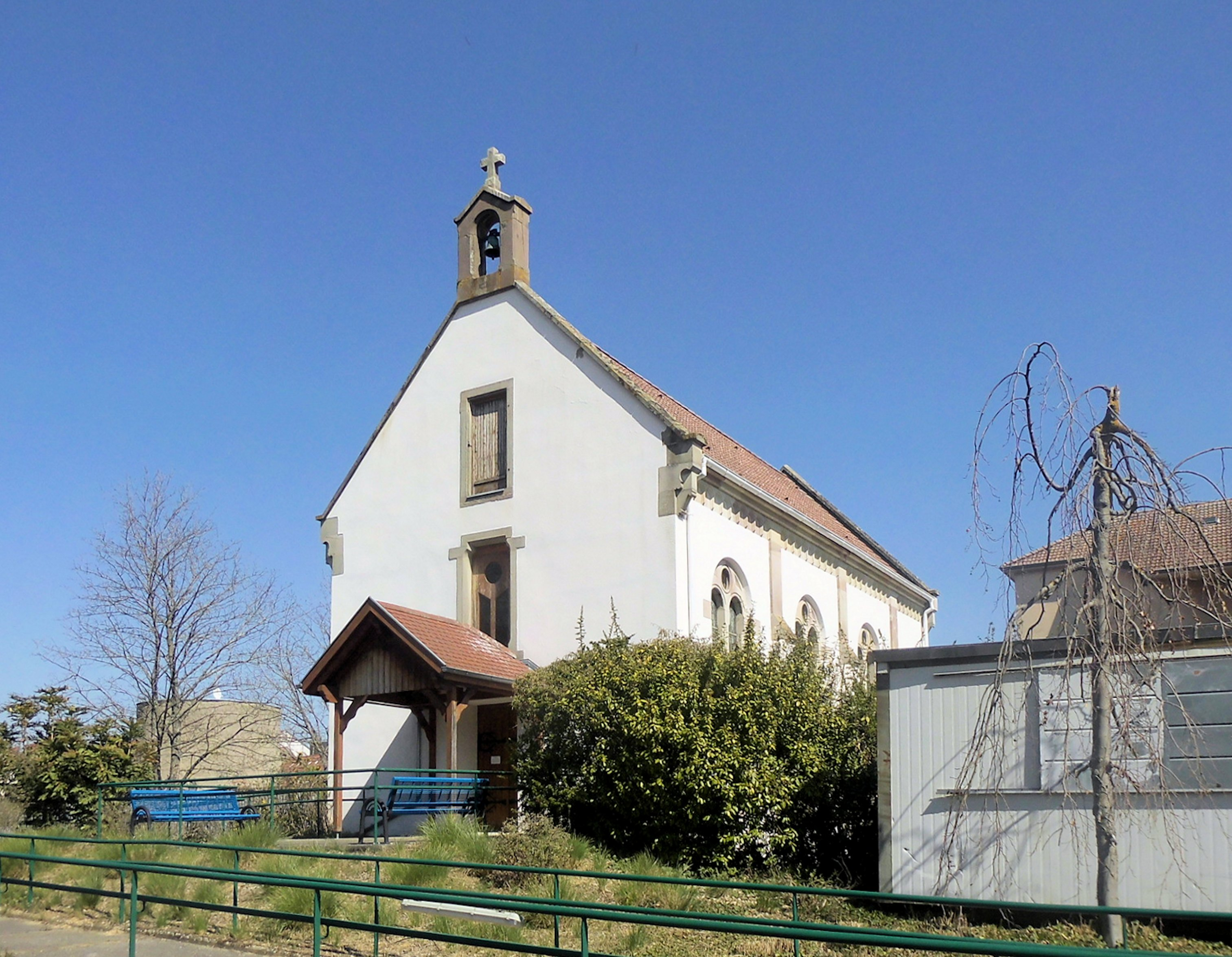
Kapelle St. Heinrich
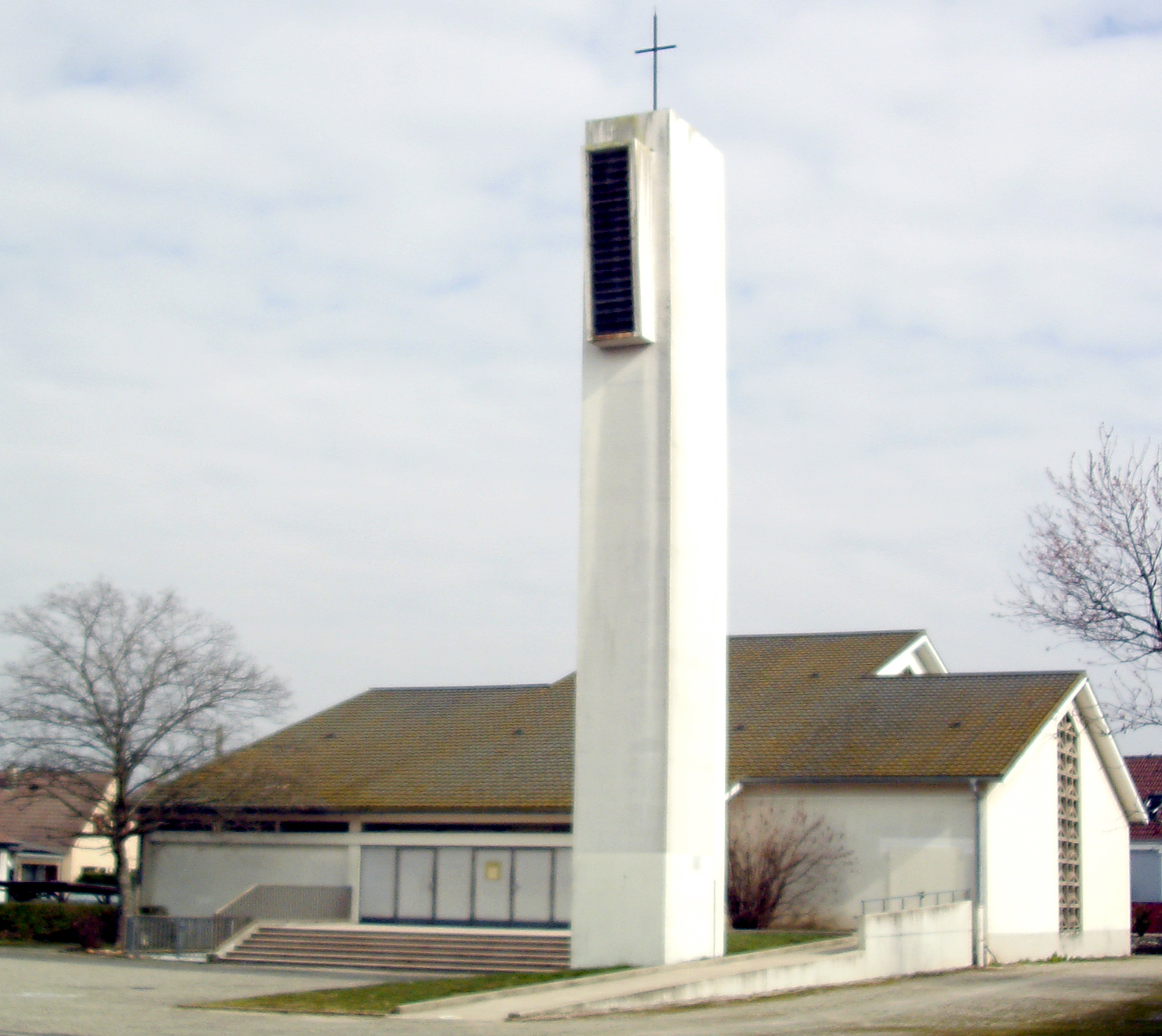
Heiliggeist-Kapelle

## Gedenkstätten und Friedhöfe
- Gedenksteine[6]
- Friedhof von Cernay[7]
- Jüdischer Friedhof von Cernay[8]
- Deutsche Kriegsgräberstätte Cernay[9]

## Persönlichkeiten
- Frédéric Engel-Dollfus (1818–1883), elsässischer Industrieller, Kunstsammler und Philanthrop
- Charles Baudry (1829–1883), elsässischer Industrieller und Politiker, 1871 bis 1883 Bürgermeister von Sennheim